# Гарфилд (округ, Юта)
Округ Гарфилд (англ. Garfield County) располагается в штате Юта, США. Официально образован в 1882 году. По состоянию на 2010 год, численность населения составляла 5172 человека.

## География
По данным Бюро переписи США, общая площадь округа равняется 13 488,733 км2, из которых 13 403,263 км2 суша и 33,000 км2 или 0,600 % это водоемы.
На территории округа расположено более половины национального леса Дикси. Восточную границу округа образует река Колорадо. По восточной части округа протекает река Дерти-Девил, впадающая в Колорадо.

## Население
По данным переписи населения 2000 года в округе проживает 4 735 жителей в составе 1 576 домашних хозяйств и 1 199 семей. Плотность населения составляет менее 1,00-го человека на км2. На территории округа насчитывается 2 767 жилых строений, при плотности застройки менее 1,00-го строений на км2. Расовый состав населения: белые — 94,95 %, афроамериканцы — 0,17 %, коренные американцы (индейцы) — 1,84 %, азиаты — 0,40 %, гавайцы — 0,04 %, представители других рас — 1,12 %, представители двух или более рас — 1,48 %. Испаноязычные составляли 2,87 % населения независимо от расы.
В составе 38,40 % из общего числа домашних хозяйств проживают дети в возрасте до 18 лет, 66,40 % домашних хозяйств представляют собой супружеские пары проживающие вместе, 6,80 % домашних хозяйств представляют собой одиноких женщин без супруга, 23,90 % домашних хозяйств не имеют отношения к семьям, 20,50 % домашних хозяйств состоят из одного человека, 10,10 % домашних хозяйств состоят из престарелых (65 лет и старше), проживающих в одиночестве. Средний размер домашнего хозяйства составляет 2,92 человека, и средний размер семьи 3,43 человека.
Возрастной состав округа: 32,60 % моложе 18 лет, 7,80 % от 18 до 24, 23,10 % от 25 до 44, 22,40 % от 45 до 64 и 22,40 % от 65 и старше. Средний возраст жителя округа 34 лет. На каждые 100 женщин приходится 104,60 мужчин. На каждые 100 женщин старше 18 лет приходится 102,20 мужчин.
Средний доход на домохозяйство в округе составлял 35 180 USD, на семью — 40 192 USD. Среднестатистический заработок мужчины был 30 239 USD против 20 408 USD для женщины. Доход на душу населения составлял 13 439 USD. Около 6,10 % семей и 8,10 % общего населения находились ниже черты бедности, в том числе — 8,80 % молодежи (тех, кому ещё не исполнилось 18 лет) и 10,40 % тех, кому было уже больше 65 лет.